# Louskoautsinrivier
De Louskoautsinrivier (Zweeds – Fins: Louskoautsinjoki) is een rivier annex beek in de Zweedse  gemeente Kiruna. De rivier ontstaat op de noordwestelijke helling van de Koutnaharaberg. De rivier / beek stroomt naar het noordoosten. Het is een zijrivier van de Könkämärivier. Ze is circa vier kilometer lang.
Afwatering: Louskoautsinrivier → Könkämärivier →  Muonio → Torne → Botnische Golf